# Torre de Pedro-Sem
La torre de Pedro-Sem forma parte del palacio de los Terenas, situado en Oporto, Portugal. Se levantó por mandato del hidalgo aragonés Pero Docem o Pero do Sem, chanciller de Alfonso IV de Portugal, durante la primera mitad del siglo XIV, en lo que entonces eran los alrededores del burgo medieval. Conserva como estilos fundamentales el Románico y el Gótico. Es monumento nacional desde 1910.

## Historia
A finales del siglo XV fue vendida a la familia Brandão, que la añadió al palacio. En el Renacimiento sirvió como hospital. Después pasó a manos del mercader Pedro Pedrossem da Silva, que aunque rico, terminó perdiendo su fortuna. En 1919 fue adquirida por la diócesis de Oporto y después adquirida a la fuerza por los republicanos portugueses. En esa época sufrió diversas remodelaciones, como lo demuestra la disposición asimétrica de sus ventanas. Se sabe por un grabado de 1909 que, entre esas reformas, se le añadió un tercer piso.
En 1986 se restauró como anexo diocesano según proyecto del arquitecto Abrunhosa de Brito, cambiándose por completo su interior. En 1995 pasó a formar parte de la fundación canóniga Spes.